# Pithecheirops otion
Pithecheirops otion  (Emmons, 1993) è l'unica specie del genere Pithecheirops (Emmons, 1993), endemica del Borneo.

## Descrizione

### Dimensioni
Roditore di piccole dimensioni, con lunghezza della testa e del corpo di 113 mm, la lunghezza della coda di 117 mm, la lunghezza del piede di 25 mm, la lunghezza delle orecchie di 15 mm e un peso fino a 36 g.

### Caratteristiche craniche e dentarie
Il cranio presenta un rostro corto e un'ampia regione inter-orbitale, le creste sopra-orbitali sono fortemente allargate, mentre le bolle timpaniche non sono particolarmente ingrandite. Gli incisivi sono arancioni chiari ed ortodonti, ovvero con le punte rivolte verso il basso.
Sono caratterizzati dalla seguente formula dentaria:

### Aspetto
La pelliccia è lunga, soffice, densa e leggermente ondulata. Il colore delle parti dorsali è bruno-rossastro, leggermente più chiaro sui fianchi e sulla spina dorsale, mentre le parti inferiori sono biancastre. La gola e l'addome sono cosparse di peli rossicci. La parte interna degli arti anteriori è biancastra, mentre la parte interna di quelli posteriori è simile alle parti dorsali. Le vibrisse sono marroni scure, robuste e ruvide. Le orecchie sono densamente ricoperte di peli alla base e più rade verso la punta. I piedi sono larghi, con dei cuscinetti plantari grandi, le zampe anteriori sono ricoperte di peli rossicci, mentre il dorso dei piedi sono ricoperti di peli più scuri. Le dita sono munite di artigli, tranne il pollice, dove è presente un'unghia larga e lucida. La coda è robusta, uniformemente brunastra, cosparsa di pochi peli, rivestita di scaglie e parzialmente prensile.  Non sono conosciuti individui di sesso femminile.

## Biologia

### Comportamento
È una specie arboricola.

## Distribuzione e habitat
Questa specie è nota soltanto da un esemplare catturato nello Stato di Sabah nel Borneo settentrionale.
Vive probabilmente nelle foreste primarie di Dipterocarpus al livello del mare.

## Conservazione
La IUCN Red List, considerato che questa specie è conosciuta soltanto da un individuo giovane e non sono pertanto noti i limiti dell'areale e la consistenza della popolazione, classifica P.otion come specie con dati insufficienti (DD).